# Rugrats
Rugrats är en amerikansk animerad TV-serie, producerad för Nickelodeon.

## Handling
Rugrats handlar om fyra bebisar som talar till varandra på babyspråk, dock förstår tittarna dem genom att det är "översatt". Serien kretsar kring Tommy, hans bästa vän Chuckie, tvillingarna Phil och Lil, Tommys lillebror Dil och Chuckies adoptivsyster Kimi.
I serien finns också Angelica, en flicka i treårsåldern som kan förstå både föräldrarnas och barnens språk vilket hon ofta använder som övertag i situationer när hon vill ställa till det för någon av parterna. Det som kännetecknar Angelica är att hon är väldigt taskig mot andra barn. En fortsättning till serien finns som heter All Grown Up som kretsar kring samma personer + några nya, då är personerna i 10-12-årsåldern och Angelica 15-16 år.

## Svenska röster
- Tommy: Annica Smedius
- Chuckie: Hasse Jonsson
- Phil: Dick Eriksson
- Lil: Maria Rydberg
- Angelica: Annica Smedius
- Susie: Mia Hansson
- Stu: Per Sandborgh
- Didi: Susanne Barklund
- Farfar: Johan Hedenberg
- Chaz: Dick Eriksson
- Drew: Dick Eriksson
- Charlotte: Charlotte Ardai Jennefors / Annelie Berg